# ドラえもん のび太の海底鬼岩城
- ドラえもん > 大長編 > のび太の海底鬼岩城
- ドラえもん > 映画 > 大長編 > のび太の海底鬼岩城

『ドラえもん のび太の海底鬼岩城』（ドラえもん のびたのかいていきがんじょう）は、藤子不二雄の藤本弘によって執筆され、『月刊コロコロコミック』1982年（昭和57年）8月号から1983年（昭和58年）2月号に掲載された「大長編ドラえもんシリーズ」の作品。および、この作品を元に1983年3月12日に公開されたドラえもん映画作品。大長編、映画ともにシリーズ第4作。
同時上映は『忍者ハットリくん ニンニンふるさと大作戦の巻』『パーマン バードマンがやってきた!!』。

## 概要
夏休みに海底キャンプにやってきたドラえもんたちが2つの海底人国家の争いに端を発する世界の危機に巻き込まれ、世界を守るために戦う物語。
声の出演では、ゲストに喜多道枝・三ツ矢雄二・富田耕生などがキャスティングされている。
本作の特徴として、深海である舞台や設定、バギーの自爆など、従来の作風には見られなかった怖さや重さがある。また、深海や海底の知識が内容に溶け込む形で散りばめられている。

## 作品
ムー大陸、アトランティス大陸の両者を、冷戦時の米ソ2大国に見立てた物語に、バミューダトライアングルの要素や日本海溝、マリアナ海溝など海底に関する情報が盛り込まれた作品である。話中盤で出てくるトリエステ号の記録、生物の進化論やクジラの話なども実際の自然科学に基づいたものとなっている。また、本作の直前に1982年を現在とした短編作品「竜宮城の八日間」が執筆されており、この作品でも竜宮はムー大陸にあった国という設定であった。
連載当初のタイトルは『のび太の海底城』だったが、連載4回目に現行のタイトルに変わる。本作は「大長編ドラえもん」シリーズで最初に単行本化された作品である（この作品は1983年6月に発行され、そのあとで第1作の『のび太の恐竜』が1983年12月に発行され、02、05、03、06、…と続く）。そのため、映画原作の単行本で恒例となっている「映画の主題歌が表記された見開きの加筆ページ」がてんとう虫コミックス（→てんとう虫コロコロコミックス）版にはない（藤子不二雄ランド版や映画大全集にはある）。
てんとう虫コミックス版の最初の3〜5ページ目は藤本以外の人物がトレースを行い描き直したものである（「ミーンミーン」から始まる3、4ページ目は連載時はカラーだったため。5ページ目は原稿紛失のため。いずれも藤本公認で行われた描き直し。藤子・F・不二雄大全集では3、4ページ目は連載時のカラー原稿を、5ページ目は連載時の印刷物から復元して掲載している）。
これまでのアニメ版において、しずかはのび太たちのことを「くん」付けで呼んでいたが、本作からは「さん」付けで呼ぶようになった。
序盤のドラえもんとのび太の「のび太達を連れて行って危険な目に遭わせたことがあるか？」（しょっちゅうじゃん）というやり取りの場面にて、のび太が過去の大長編3作を回想しティラノサウルス（恐竜）、チャミー（宇宙開拓史）、ペコ（大魔境）が描かれるワンカットがある。これは大長編のみで映画版にはない。
映画化記念企画として『月刊コロコロコミック』では『チャレンジ・ザ・ドラえもん』というタイトルのコンテスト企画を行い、1982年7月号ではストーリー、9月号ではポスター画、10月号ではテーマソングの募集がされた。ポスター画部門は後に藤本のチーフアシスタントとなる萩原伸一（むぎわらしんたろう）の応募作が入賞している。『映画ドラえもん のび太の絵世界物語』（2025年）では『「ドラえもん、のび太たちが大活躍する物語」を自由に書こう！物語のコンクール』というタイトルで再びストーリー募集のコンテスト企画が行われ、募集形式も『チャレンジ・ザ・ドラえもん』同様に「400字詰め原稿用紙5枚」となっている。
映画版の監督は本作より西牧秀夫から芝山努に交代した。これにより作風が大きく変わったことから興行成績は伸び悩み、芝山は降板の危機に陥ったが、次作の『ドラえもん のび太の魔界大冒険』が興行的に大成功を収めたことにより続投が決定。以後『のび太のワンニャン時空伝』までの22作品を監督した。また本作よりアバンタイトルが挿入されている。
映画はテレビアニメ第2作第1期のスタッフによって作られた。
1995年にはミュージカル化され、1997年には香港でも上演された。ビデオも発売されている。

## ストーリー
夏休み、大西洋で金塊を積んでいた沈没船発見のニュースが流れる中、のび太たちはキャンプの行き先を巡って言い争っていた。結局海に行きながら山に登ろうじゃないかというドラえもんの提案で、太平洋の海底山脈へキャンプに出かけたドラえもんたちは、水中バギーで海底世界を駆け巡って様々な冒険をするが、そこで偶然、海底国家ムー連邦の軍人である海底人のエルに出会った。
地上世界に海底世界の事を知られたくないムー連邦の首相は、当初、のび太たちを拘束し監禁してしまうが、そこに急報が入る。かつてムー連邦と敵対し、数千年以上前の軍拡競争の末に滅亡した海底国家アトランティスに残された「鬼岩城」を支配する自動報復システム・ポセイドンが海底火山の活動の影響で再稼働したというのだ。この状況を知らされたドラえもんたちは、首相から協力を懇願される。ポセイドンの支配下にある鬼岩城はアトランティスが開発した「鬼角弾」という大量破壊兵器の発射基地であり、もしポセイドンによって鬼角弾が発射されれば、海底世界ばかりか全地球上に甚大な被害が及び、全ての生物が死に絶えてしまう。ドラえもんたちは鬼角弾の発射を阻止するため、アトランティスのあるバミューダ海域へと向かう。
アトランティスを囲むバリアーを突破するため、ドラえもんたちは地下に潜ってバリアーの向こう側へ抜けることを決心する。幸いにもバリアーは地中にまで到達していなかったため、ドラえもんたちは無事にアトランティスへの潜入に成功する。海底火山の噴火が迫る中、しずかが自分を囮にして拉致させることで敵に鬼岩城まで道案内させるという作戦を提案し、その妙案によって遂に一行は鬼岩城へとたどり着く。ポセイドンの前に引き出されたしずかは、アトランティスへの攻撃がただの自然現象によるものだと必死に訴えるものの、原始的なコンピュータであるポセイドンは一切聞く耳を持とうとしない。そして、無数の鉄騎兵相手に奮戦するも次第に追い詰められていく仲間たちの姿を映し出され、しずかは絶望に項垂れる。そして、火山噴火による巨大地震の発生を合図に、鬼角弾発射のための生贄としてしずかが処刑されようとした寸前、満身創痍の状態のドラえもんが爆弾を手に現れたものの、ポセイドン破壊を果たすことなく倒れてしまう。駆け寄ったしずかの流した涙がドラえもんの四次元ポケットに垂れた時、恐怖のあまりポケットの中に逃げ込んでいたバギーが飛び出してくる。バギーはしずかを泣かせたポセイドンを倒すために、ポセイドンや鉄騎兵からの攻撃を受けて傷つきながらも決して怯むことなく、捨て身の覚悟でポセイドンに自爆攻撃を敢行し、大爆発を起こしてポセイドンと共に散った。それと同時に鉄騎兵たちは完全に機能を停止し、やがて鬼岩城も崩壊。ムー連邦の人々は、ドラえもんたちとエル、そしてわが身を犠牲にしてポセイドンを破壊したバギーを、世界を救った勇者として永遠に語り継いでいくことを誓う。
全てが終わった後、ドラえもんたちとエルは地上人と海底人がいつか分かり合える日が来ることを願いながら別れるのだった。

## 舞台
海底山
ドラえもんがキャンプ地に選んだ、ハワイ近くの太平洋海底の山。ドラえもんのひみつ道具『テキオー灯』により、のび太たちは海底でも地上と変わりなく行動できる。
ムー連邦
マリアナ海溝の海底に存在する海底人の連邦国家。太平洋全域を統治しており、1万年も前から高度な文明を築き上げていた。テキオー灯も独自に開発・保有しており、優れた科学力を誇る。七つの海を統べるナバラの神を信仰する独自の宗教が存在する。
地上人の歴史を闘争の歴史ばかりと非難しているが、かつてはムー連邦もアトランティスと陸上人の冷戦時代を思わせる対立構図にあり、海を二分して軍拡競争で争っていた過去がある。
バミューダ三角海域（アトランティス連邦）
7000年前、ムー連邦と敵対していた海底人の国家であるアトランティス連邦が存在した海域。永遠の闇が支配する世界としてムー連邦の人々に恐れられている。
かつてムー連邦と敵対していた頃、鬼角弾（地上で言えば核ミサイルに相当する）を利用してムー連邦を征服することを目論み、同時にアトランティス全土を天まで届く、放射性物質や放射線などを遮断する機能を持つ強力なバリアーで防衛する事で、もし鬼角弾を使用した場合の自国の安全と絶対的優位性を確保しようとした。しかしバリアー完成直後に核実験に失敗したことで国中が深刻な放射能汚染に晒されたうえ、バリアーの機能により他海域への汚染拡大を免れたのと引き換えに、アトランティス連邦だけが逃げ場を失って滅亡するという皮肉な結果に終わってしまった。
アトランティス連邦が滅亡して7000年経過した現代でもバリアーは無傷で現存しているため、その存在を知らない船や飛行機がバリアーに衝突し破壊されてしまう遭難事故が多発し、これが魔の三角海域での謎の遭難事故の真相である。また、かつてのアトランティス領内の海底では、古代遺跡と化した都市の廃墟が今も残り、国が滅びて久しい現在に至っても、無数の鬼角弾を擁する鬼岩城と、それらの警備にあたるロボット兵士や巨大魚型戦闘ロボットなどが、なおも稼動し続けている。
いつ報復システムによって鬼角弾が発射されるかも分からないこの危険な状況を打開すべく、これまで7000年もの間、何百人もの勇者たちがポセイドンの破壊を試みたが全て失敗に終わっている。
鬼岩城
アトランティス連邦の要塞。四角い鬼の顔をした形。内部は無数の鬼角弾を擁し、鉄騎隊が配備している。中央にはポセイドンが控えている。

## 声の出演
- ドラえもん - 大山のぶ代
- のび太 - 小原乃梨子
- しずか - 野村道子
- ジャイアン - たてかべ和也
- スネ夫 - 肝付兼太
- のび太のママ - 千々松幸子
- のび太のパパ - 加藤正之
- しずかのママ - 松原雅子
- ジャイアンのママ - 青木和代
- スネ夫のママ - 鳳芳野

## ゲストキャラクター
エル
声 - 喜多道枝
ムー連邦の勇敢な少年兵士。ムーから逃亡したドラえもんたちを捕らえるため追跡していたが、アトランティス連邦の残存兵器である巨大魚型ロボットのバトルフィッシュから攻撃を受けてしまう。その際、逃亡中にもかかわらず自分達を助けた5人に感銘を受け、裁判ではエルだけが皆を庇った。鬼岩城が活動を開始した際には、潜入にはドラえもんらの協力が必要と進言し、共にアトランティスに乗り込むことになる。
漫画では黒髪、映画では金髪と容姿が異なる。
水中バギー
声 - 三ツ矢雄二
ドラえもんのひみつ道具の1つで、海底キャンプ用の移動手段として出した水陸両用のバギーカー。内蔵コンピュータにより人間同様に会話ができる。
ドラえもん曰く『最新のコンピューター』だが、性能が優れすぎているゆえなのか、口答えして反発する、逆上して襲い掛かる、相手への好き嫌いで露骨に態度を変える、命令を無視する、危険にさらされた人間を放置して立ち去ってしまう、質問されるまで大事なことを教えない、大事な時に恐怖のあまり身を隠したりするなど、非常に人間臭く捻くれた性格をしており、融通が利かない。
他のメンバーからは「バギー」と呼び捨てにされるが、しずかには「バギーちゃん」とちゃん付けで親しまれており、本人も唯一優しく接してくれるしずかにだけは心を開き懐いている。一行が全滅寸前に追い込まれた所で外に飛び出し、生贄にされようとしていたしずかを守るべくポセイドンに特攻して内部で自爆した。
ライターの稲田豊史は、40歳前後の人（2016年時点）ならバギーのネジに胸を打たれたはずと感想を述べている。批評家の杉田俊介もバギーの死について「子ども心にショックを受けました。」と答えている。漫画研究家の稲垣高広はコラムにて、バギーの自己犠牲に関して当時の公式ファンクラブなどでも厳しい意見があり、物議をかもしたと述べ、自身も「感動しなかったと言えば嘘になるが、同時に少なからぬショックを受けた」と語っている。
のちにゲーム『ギガゾンビの逆襲』ではタイムふろしきを使用して復活を遂げ、ゲーム『3つの精霊石』でも登場している。また、ミュージカル版のフィナーレでもすぐ修理されて復活を遂げている。
ムー連邦首相
声 - 大宮悌二
ムー連邦の首相。当初、地上世界に海底人の存在を知らせまいとドラえもんたちを軟禁した。地上人たちの闘争の歴史を見守り続けてきた（もっとも海底人もかつてムーとアトランティスに別れて争ってはいたが）こともあって、当初はムーから逃亡したドラえもんたちを敵視していたが、鬼岩城が活動を開始した際、エルに説得され極秘裏にドラえもんたちと和解。アトランティス潜入を依頼する。戦いの後、世界を救ったドラえもん達とバギーを讃える演説を行った。
物語の当初、地上人が発見したバミューダ近海の幽霊船を隠し移動させたのはポセイドンを刺激することを恐れた彼の指示である。
バトルフィッシュ
魚のような外観をした鬼岩城防衛用の自律型巨大ロボット。腹部から強力な破壊光線を発射する。最初の1体はスネ夫とジャイアンを狙い、2度目はのび太を襲った。3度目はムー連邦から脱走したドラえもんたちを追跡していたエルの船を背後から不意打ちし追い詰めるが、スモールライトで小さくされ金魚鉢に入れられた（その後、囮用に使われた）。
偵察および戦闘用に大量生産されており、アトランティス滅亡後も太平洋含む各地の海中を巡回し続けている。
鉄騎隊
バミューダ近海で活動する鬼岩城防衛用のロボット兵士。半魚人のような外見で音に非常に敏感。強力な破壊光線を発射する三叉槍型の武器を装備し、イルカのような形状の水中メカに騎乗して高速移動することも可能。上述のバトルフィッシュと共にアトランティス滅亡後もポセイドン防衛のため活動している。完全自律型のバトルフィッシュとは異なり、全てポセイドンの直接制御下に置かれ、ポセイドン破壊後はその機能を停止した（原作ではドラえもんが「ただの鉄くず」と評していたが、映画ではジャイアンが「銅像みたいに固まった」と評していた）。
ポセイドン
声 - 富田耕生
アトランティスの鬼角弾（核ミサイル）発射基地である、鬼岩城の自動報復システムを制御管理するコンピュータ。ポセイドン神のごとく兜を被り髭を蓄えた頭部だけの神像といった外観。アトランティス滅亡後も未だに鬼岩城に鎮座している。
自らを「復讐の神」と称しているが、アトランティスの滅亡を把握できておらず、敵の攻撃と自然災害との識別すらもできていなかったため、海底火山の活動を自国への攻撃と誤認して報復を開始しようとした。このため映画では、エルに「このコンピュータはそれほど優秀ではない」と評されている。
鬼岩城を見つけ出す為に囮になったしずかを、「開戦の儀式の生け贄」として鉄騎隊に捕らえさせ、彼女を助けに鬼岩城に乗り込んだドラえもんたち5人を鉄騎隊による連戦で疲弊させ戦闘不能にまで追い詰めたが、しずかの涙に応えてドラえもんのポケットから出てきたバギーを攻撃するも、それをものともしないバギーの特攻により、最期は内部から誘爆・破壊され、その直後に鬼岩城は周囲の国土もろとも海底火山の大噴火に巻き込まれ、アトランティスは完全に滅亡した。
アナウンサー
声 - 郷田穂積
バミューダ近海での幽霊船についてのニュースを読んだアナウンサー。
隊員
声 - 松岡文雄、佐藤正治、戸谷公次、塩屋浩三、橋本晃一
ムー連邦の巡視隊員。
大イカ（オバケイカ）
全長30メートルの巨大なイカ。ドラえもんたちのテントアパートを襲撃し、バギーを除く全員を捕らえるものの、海底人によって撃退された。

## スタッフ
| 原作・脚本     | 藤子不二雄 |
| レイアウト     | 本多敏行 |
| 作画監督       | 富永貞義 |
| 美術設定       | 川本征平 |
| 美術監督       | 工藤剛一 |
| 撮影監督       | 小池彰 |
| 録音監督       | 浦上靖夫 |
| 音楽           | 菊池俊輔 |
| 監修           | 楠部大吉郎 |
| プロデューサー | 別紙壮一 菅野哲夫 |
| 監督・絵コンテ | 芝山努 |
| 演出助手       | 森脇真琴 生嶋真人 |
| 動画チェック   | 小林幸 |
| 色設計         | 野中幸子 |
| 仕上監査       | 夏田優子 代田千秋 |
| 特殊効果       | 土井通明 |
| 原画           | 中村英一、森下圭介、窪田正史、原完治、みのわみえこ、神村幸子、川越ジュン、あべじゅん子、加藤鏡子、後藤真砂子、石井文子、鈴木信一、徳田悦郎、木上益治、星川和子、春貴健司、池ノ谷安夫、小林正義、大塚正実、吉川由美子、飯口悦子、上ノ山順子、一川孝久、山崎勝彦、飯山嘉昌、野口大蔵 |
| 動画           | 鹿取真三子、金子道子、山田智子、渡辺理恵、寺田幸輝、斉藤良紀、日浦晋一、小松ひな子、西岡哲夫、当麻公子、佐藤茂夫、藤井恵子、杉山ひろみ、平井千昭、清水一代、生野裕子、時田伊佐男、辻久子、峰賢治、本郷満、原佳寿美、阿久津知子、内山朱美、力石裕子、田口陽子、若松孝思、堤規至、隅田恵美子、島田和義、赤間てる子、飯澤ひろみ、千葉朝美、窪田真子、高橋公、石原嘉子、内海みゆき、三沢かずまさ、内原弘美、川島郁子、山下真紀子、今井正彦、東海林薫、谷平くみこ、森島格                                                                       |
| 仕上           | 片川きよし、吉野記通、仲真美雪、三浦真紀子、石原玲子、手塚悦子、三上しをり、中川律子、岡部香、竹田美佐子、藤田このみ、松木優子、実川佳江、三沢紀子、村上由美子、平瀬志栄、鈴木安子、松尾朱美、笠原美代子、有澤貴子、江藤梓、遠藤剛彦、新井ますみ、粉川志佐子、宗像法子、佐々木晴美、長谷川悦子、仁田陽子、畑幸江、堀江京子、小泉純子、小野裕子、小管勉、大久保とし美、打越由美、小林芳人、金子桂子、狩野富美子、真田祥子、増田嘉子、小林靖彦、斉藤裕子、目黒智子、内田風繊、大槻育代、大久保美舟、千装由美、藤井美佐子、横田育子、村瀬幸司 |
| 背景           | 佐藤正行、川井憲、福田和矢、佐藤幸子、石橋修一、河内操、森元茂 |
| 撮影           | 鈴木明子、熊谷正弘、菊池英明、笠間いずみ、倉田佳美、篠原博子、日向美津恵、木次美則 |
| 編集           | 井上和夫 鶴巻のり子 |
| 効果           | 柏原満 |
| 整音           | 中戸川次男 大城久典 |
| スタジオ       | APUスタジオ |
| 現像           | 東京現像所 五十嵐功一 中嶋誠治 森勝美 吉田実 金子行助 村山修二 |
| 連載           | 小学館の学習雑誌 マミー ベビーブック めばえ よいこ 幼稚園 てれびくん 小学一年生 小学二年生 小学三年生 小学四年生 小学五年生 小学六年生 コロコロコミック |
| 協力           | 東京アニメーションフイルム オーディオ・プランニング・ユー アトリエ・ローク 井上編集室 スタジオ・メイツ トミプロダクション 亜細亜堂 風プロダクション スタジオイルカ あにまる屋 スタジオ・タージ スタジオ九魔 スタジオディーン イージーワールド シャフト |
| 文芸           | 水出弘一 |
| 制作進行       | 田中敦 吉岡大 |
| 制作デスク     | 山田俊秀 |
| 制作担当       | 田村正司 |
| 制作協力       | 藤子スタジオ 旭通信社 |
| 制作           | シンエイ動画 小学館 テレビ朝日 |

## 主題歌
オープニングテーマ「ドラえもんのうた」
作詞 - 楠部工 / 作曲 - 菊池俊輔 / 歌 - 大杉久美子（コロムビアレコード）/ セリフ - 大山のぶ代（ドラえもん）
エンディングテーマ「海はぼくらと」
作詞 - 武田鉄矢 / 作曲 - 菊池俊輔 / 歌 - 岩渕まこと（コロムビアレコード）
この歌も『ドラえもん のび太の宇宙開拓史』の主題歌『心をゆらして』と同様、テレビシリーズでもアレンジされてBGMとして使われた。

## 評価
漫画研究家の稲垣高広は、本作について「全体的に暗さや重さが漂った雰囲気」とし、また深海や海底に関しての知識を盛り込んだ技術が結果的に学習効果に繋がることを挙げ「硬派の空想科学・海洋冒険もの」と評している。小説家の辻村深月もまたインタビューにて「深海に行くと体がペシャンコになるんだというのを、スネ夫のセリフで覚えていたりします」と述べ、本作での知識について押し付けでない点を評価している。
ライターの稲田豊史によれば、35歳以上（2016年時点）は「初期の7作を絶対視する傾向にある」とし、これらを「神7（セブン）」と称している。
批評家の杉田俊介は、本作を子どもの時に見た印象として「怖かった。その一言です。」と答え、バギーの冷淡さと自爆、海底の都市の設定などをその理由に挙げている。
源静香の2代目声優を担当していた野村道子は、思い出に残る作品として本作を挙げている（2015年時点）。

## 備考
当時永谷園から出ていた「ドラえもんシリアル」に、ワンカット海底鬼岩城のドラえもんが出演していた。タイトルは「ドラえもん　のび太の朝ごはん」だった。

## キャンペーン

### ドラえもん×コロコロコミック40周年展
2017年7月8日から2018年1月15日にかけて「藤子・F・不二雄ミュージアム」にて行われた、『ドラえもん』と漫画雑誌『コロコロコミック』の40年の歴史を振り返るイベント。
3階の「ミュージアムカフェ」でポセイドンを再現した「海底鬼岩城ポセイドン冷やしまぜ翡翠めん」など限定メニューが販売された。